# Măgula, Prahova
Măgula (mai vechi, Magola) este un sat în comuna Tomșani din județul Prahova, Muntenia, România.
Așezarea este atestată documentar din 1831.